# Veronica liwanensis
Veronica liwanensis är en grobladsväxtart som beskrevs av C. Koch. Veronica liwanensis ingår i släktet veronikor, och familjen grobladsväxter. Inga underarter finns listade i Catalogue of Life.

## Bildgalleri

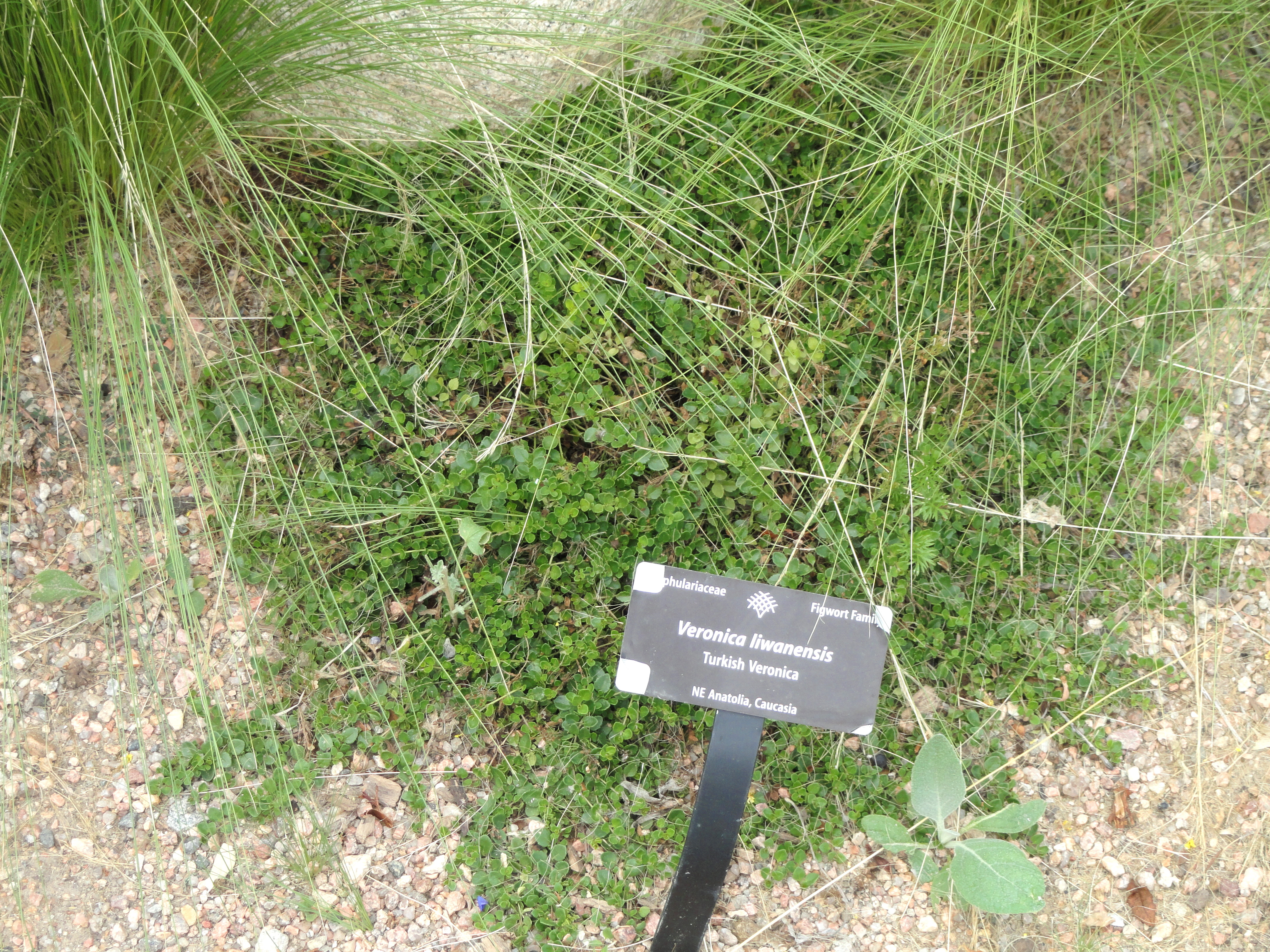
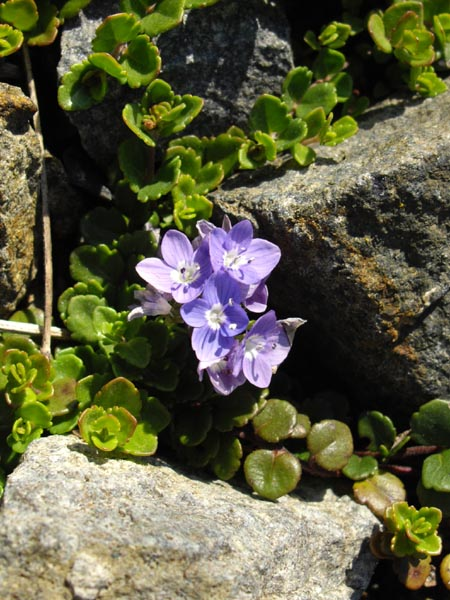